# 奧克西塔尼亞足球代表隊
奧西塔尼亞足球代表隊是奧克西塔尼亞足球協會組建的一支足球代表隊。球隊創建于2004年。奧西塔尼亞加入了非国际足球联合会成员董事会，是2006年首屆萬歲世界杯的主辦地。

## 外部連結
- Occitania Football Association-includes game summaries and rosters (in Occitan)（页面存档备份，存于）